# James Marquand
James  Marquand, également appelé Jim Marquand, est un réalisateur, producteur et scénariste britannique.

## Biographie
Né à Hammersmith, à l'ouest de Londres, il est le fils de Richard Marquand, un producteur et réalisateur gallois, et sa première épouse, Josephe-Elwyn Jones, une scénariste anglaise. Son son grand-père paternel, Hilary Marquand, et son grand père maternel, Elwyn Jones, ont été députés du parti travailliste gallois.
Enfant, il passe beaucoup de son temps sur les plateaux de tournage où travaille son père, connu pour avoir réalisé les films Star Wars, épisode VI : Le Retour du Jedi et À double tranchant.
Son premier court métrage, The Lesson (1999), est nommé pour un BAFTA Kodak Awards[Quoi ?][réf. nécessaire]. Il passe ensuite au long métrage quand il écrit, réalisé et produit Dead Man's Cards (en) (2006). Après avoir participé à la réalisation de I Against I (2012), il réalise en 2015 Les Guerriers du Pacifique (Pacific Warriors), un documentaire sur le rugby dans les îles Tonga, Fidji et Samoa.

## Filmographie
Sauf indication contraire, les informations mentionnées dans cette section peuvent être confirmées par la base de données cinématographiques IMDb,  présente dans la section « Liens externes ».

### Réalisateur
- 1999 : The Lesson (court métrage)
- 2002 : The Complaint (court métrage)
- 2003 : Run Piglet Run (court métrage)
- 2006 : Dead Man's Cards (en)
- 2012 : I Against I - coréalisé avec Mark Cripps et David Ellison
- 2014 : One Night in Istanbul (en)
- 2015 : Les Guerriers du Pacifique (Pacific Warriors) (documentaire)
- 2016 : Between Two Worlds (en)
- 2017 : Beautiful Devils
- 2024 : The Partisan (en)

### Scénariste
- 1999 : The Lesson (court métrage) de lui-même
- 2006 : Dead Man's Cards (en) de lui-même
- 2006 : Splinter de Kai Maurer
- 2015 : Les Guerriers du Pacifique (Pacific Warriors) (documentaire) de lui-même
- 2024 : The Partisan (en) de lui-même

### Autres
- 1987 : Hearts of Fire (en) de Richard Marquand - stagiaire monteur
- 2006 : Dead Man's Cards (en) de lui-même - producteur
- 2010 : Gnarr (en) (documentaire) de Gaukur Úlfarsson (en) - producteur associé

## Distinctions
Sauf indication contraire, les informations mentionnées dans cette section peuvent être confirmées par la base de données cinématographiques IMDb,  présente dans la section « Liens externes ».
- Festival international du film de Harlem (en) 2006 : meilleur film pour Dead Man's Cards (en)
- Festival international du film d'Édimbourg 2006 : en compétition pour Dead Man's Cards